# Alex Palmer (Schauspieler)
Alex Palmer (* im Januar 1973) ist ein britischer Schauspieler.

## Karriere
Alex Palmer hatte Rollen in Fernsehserien wie zum Beispiel Spooks – Im Visier des MI5, Doc Martin oder Law & Order: UK. 1999 war er in dem Abenteuerfilm Plunkett & Macleane – Gegen Tod und Teufel – neben Robert Carlyle, Michael Gambon und Liv Tyler – in der Rolle des Younger Clergyman zu sehen. 2002 spielte er in dem Endzeit-Horror-Thriller 28 Days Later – neben Cillian Murphy, Naomie Harris und Brendan Gleeson – einen Aktivisten. 2005 verkörperte er in dem Fantasyfilm Harry Potter und der Feuerkelch den Charakter Death Eater. In dem Filmdrama Eden Lake (2008) war er – neben Kelly Reilly und Michael Fassbender – in der Rolle des  Paul zu sehen. 

## Filmografie (Auswahl)
- 1998: Polizeiarzt Dangerfield (Dangerfield, Fernsehserie, 1 Episode)
- 1998: Still Crazy
- 1999: Sunburn (Fernsehserie, 1 Episode)
- 1999: Plunkett & Macleane – Gegen Tod und Teufel (Plunkett & Macleane)
- 1999: Butterfly Collectors (Fernsehfilm)
- 1999–2006: Casualty (Fernsehserie, 3 Episoden)
- 2000: The Mrs. Bradley Mysteries (Fernsehserie, 1 Episode)
- 2000: The Low Down
- 2002: Holby City (Fernsehserie, 1 Episode)
- 2002: Night Flight (Fernsehfilm)
- 2002: Ultimate Force (Fernsehserie, 1 Episode)
- 2002: 28 Days Later
- 2003: Doc Martin and the Legend of the Cloutie (Fernsehfilm)
- 2003: Spooks – Im Visier des MI5 (Spooks, Fernsehserie, 1 Episode)
- 2003: Master & Commander – Bis ans Ende der Welt (Master and Commander: The Far Side of the World)
- 2004: Doc Martin (Fernsehserie, 1 Episode)
- 2004: Julian Fellowes Investigates: A Most Mysterious Murder – The Case of Charles Bravo (Fernsehfilm)
- 2005: The Iceman Murder (Fernsehfilm)
- 2005: Harry Potter und der Feuerkelch (Harry Potter and the Goblet of Fire)
- 2007: Closing the Ring – Geheimnis der Vergangenheit (Closing the Ring)
- 2008: The Bill (Fernsehserie, 1 Episode)
- 2008: Eden Lake
- 2009: Law & Order: UK (Fernsehserie, 1 Episode)
- 2010: Identity (Fernsehserie, 1 Episode)
- 2013: Agatha Christie’s Poirot (Fernsehserie, 1 Folge)